# Duque de Connaught e Strathearn
O título Duque de Connaught e Strathearn foi concedido pela rainha Vitória do Reino Unido para o seu terceiro filho, o príncipe Artur.
Por tradição, os membros da família do soberano recebe títulos associados à Inglaterra, Escócia, Irlanda e País de Gales, os quatro reinos que compunham o Reino Unido da Grã-Bretanha e Irlanda. O ducado de Connaught e Strathearn foi nomeado após uma das quatro províncias da Irlanda, agora conhecido pela ortografia na sua moderna língua irlandesa de Connacht. Foi visto como o título que, se disponível, passaria a ser atribuído a terceiro filho de um monarca; o primeiro filho é tradicionalmente o Duque da Cornualha (na Inglaterra) e Duque de Rothesay (na Escócia), e seria feito Príncipe de Gales, em algum momento, enquanto que o segundo filho, muitas vezes tornam-se Duque de Iorque, se o título estiver disponível.
Desde que  República da Irlanda separou-se do Reino Unido, em 1922, os títulos relacionados com locais na  nova república não foram concedidos. No entanto, os títulos territoriais relacionados com a Irlanda do Norte continuaram a ser concedidos.
Após a morte do príncipe Artur, em 1942, o título foi herdado por seu neto, Alastair. Na ausência de quaisquer herdeiros do sexo masculino, o ducado se extinguiu quando Alastair morreu 15 meses após seu avô.